# Българско неделно училище „Васил Левски“ (Дедеагач)
Българско неделно училище „Васил Левски“ e училище на българската общност в Дедеагач, Гърция.

## История
Училището е създадено през 2013 г. от Културно – образователното обединение на българите в района на Източна Македония и Тракия. Церемония по откриването на първия учебен ден се състои на 28 септември 2014 г.